# Rijksbeschermd gezicht Durgerdam
Gezicht Durgerdam is een van rijkswege beschermd stadsgezicht in Durgerdam, gemeente Amsterdam in de Nederlandse provincie Noord-Holland. De procedure voor aanwijzing werd gestart op 29 december 1971. Het gebied werd op 3 mei 1976 definitief aangewezen. Het beschermd gezicht beslaat een oppervlakte van 71,9 hectare.
Panden die binnen een beschermd gezicht vallen krijgen niet automatisch de status van beschermd monument. Wel zal de gemeente het bestemmingsplan aanpassen om nieuwe ontwikkelingen in het gebied te reguleren. De gezichtsbescherming richt zich op de stedenbouwkundige en cultuurhistorische waardering van een gebied en wil het toekomstig functioneren daarvan veiligstellen.